# Rhododendron saisiuense
Rhododendron saisiuense är en ljungväxtart som beskrevs av Takenoshin Nakai. Rhododendron saisiuense ingår i släktet rododendron, och familjen ljungväxter. Inga underarter finns listade i Catalogue of Life.